# Tinksmed
Tinksmeden (Tringa glareola) er en sjælden yngletrækfugl i Danmark, men ret almindelig som trækgæst fra Skandinavien. Den yngler især på heder med småsøer og moser. Den er regnet som en truet art på den danske rødliste 2019.
Det danske navn skyldes stemmen, der lyder som når en smed tinker, dvs slår på metal med en klingende og klirrende lyd. Det videnskabelige navn glareola betyder 'lever på grus' (diminutiv af latin glarea grus), hvilket den dog ikke gør .